# Помічник вчителя
Помічник вчителя (англ. Teacher's Aide) — перший сегмент 7-го епізоду 1-го сезону телевізійного серіалу «Зона сутінків».

## Сюжет
Дія відбувається у школі з дуже несприятливою криміногенною обстановкою, де бійки між учнями із застосуванням холодної зброї є звичним, повсякденним явищем. Молода вчителька англійської мови міс Пітерс отримує надприродну фізичну силу від химери, вбудованої в дах споруди, де знаходиться навчальний заклад, подивившись їй у вічі в момент, коли вони запалали яскраво-червоним світлом, після того, як учасників однієї з таких бійок рознімають викладачі, в тому числі й вона сама. Це дає їй змогу вживати відповідних заходів або у випадку агресії в її сторону від учнів, або звичайного непослуху на уроках, крім цього вона може перетворюватися на перевертня в той момент, коли очі в химери світяться червоним кольором, та здійснювати відповідні прояви агресії стосовно учнів. Школярі-старшокласники, які спочатку ставилися до міс Пітерс із властивою їм зневагою, тепер починають відчувати до неї відверту ворожість та страх, особливо після того, як вона розбиває вщент магнітофон, включений учнем на ім'я Візард під час уроку, а його самого відчутно лупцює в процесі нетривалого конфлікту, що трапився в цей час між ними. Врешті-решт один з учнів, лідер шкільного кримінального угруповання, взявши в руки бейсбольну біту, після узгодження плану дій з товаришами по школі приймає рішення вбити міс Пітерс. Намагаючись знайти вчительку, він кличе її, щоб фізично знищити, однак в цей момент вона в образі перевертня раптово нападає на нього та, кинувши на підлогу, збирається його вбити, проте через деякий час химеру руйнує блискавка і вона, вже позбавлена своїх надприродних фізичних сил та не довівши свою справу до кінця, знову стає такою, як була раніше, а учень сумнівної школи, що ненавидів її раніше, віднині стає вдячним їй за те, що вона не вбила його, й тепер починає відноситися до міс Пітерс з повагою та співчуттям.

## Оповіді

### Заключна оповідь
«Нам розповідають, що існують прокляті місця, споруди, де безумством просочені навіть цегли та цемент, нам розповідають, що іноді освячення та доброта можуть прогнати зло з цих стін. Це — лише розповідь, життя не схоже на неї, в аудиторіях зони сутінків уроки повинні бути засвоєні».

## Цікаві факти
- Епізод триває майже шістнадцять хвилин.
- Епізод не має оповіді на початку.

## Ролі виконують
- Адріанна Барбо — міс Пітерс
- Адам Постіл — Візард
- Мігель А. Нуньєз-молодший — Троян
- Джош Річмен — Ф'юрі
- Фред Морсел — Х'ю Костін
- Сара Партрідж — вчителька
- Сюзанна Сессон — Дженніфер
- Аль Крісті — охоронець
- Ноель Гарлінг — Аманда

## Реліз
Прем'єрний показ епізоду відбувся у Великій Британії 8 листопада 1985.